# Голкова вежа
Голкова вежа, Вежа-голка (англ. Needle Tower) — це публічний витвір мистецтва американського скульптора Кеннета Снелсона, розташований зовні музею і саду скульптур Гіршгорна у Вашингтоні, округ Колумбія, США.

## Опис
Ця надзвичайно висока абстрактна скульптура є вежею конусної форми з алюмінію та нержавіючої сталі. Алюмінієві трубки перебувають під постійною дією сил стиску, які створюються тросом з нержавіючої сталі, пронизаним крізь кінцівки трубок та сильно натягнутим між ними.

## Придбання
Цей витвір мистецтва було отримано в подарунок від Джозефа Гіршгорна в 1974 році.

## Тенсегриті
Унікальний скульптурний стиль Снелсона добре виражений у Вежі-голці.

Структурний стиль, використаний для створення цієї скульптури, відомий під назвою «тенсегриті» — саме так описав цей тип структури колишній професор Снелсона Бакмінстер Фуллер, як такий, що віддзеркалює поєднання напруги (tension) та структурної цілісності (structural integrity). За словами Снелсона: 
 Тенсегриті описує замкнуту структурну систему, що складається з трьох або більше витягнутих стрижнів під дією сил стиску та мережі жил під дією сил розтягу, поєднаних таким чином, що стрижні не торкаються один одного, а натомість створюють спрямований назовні тиск на вузлові точки в мережі натягу, тим самим утворюючи стійкий, трикутний, попередньо напружений об'єкт натягу і стиску. 

## Символіка

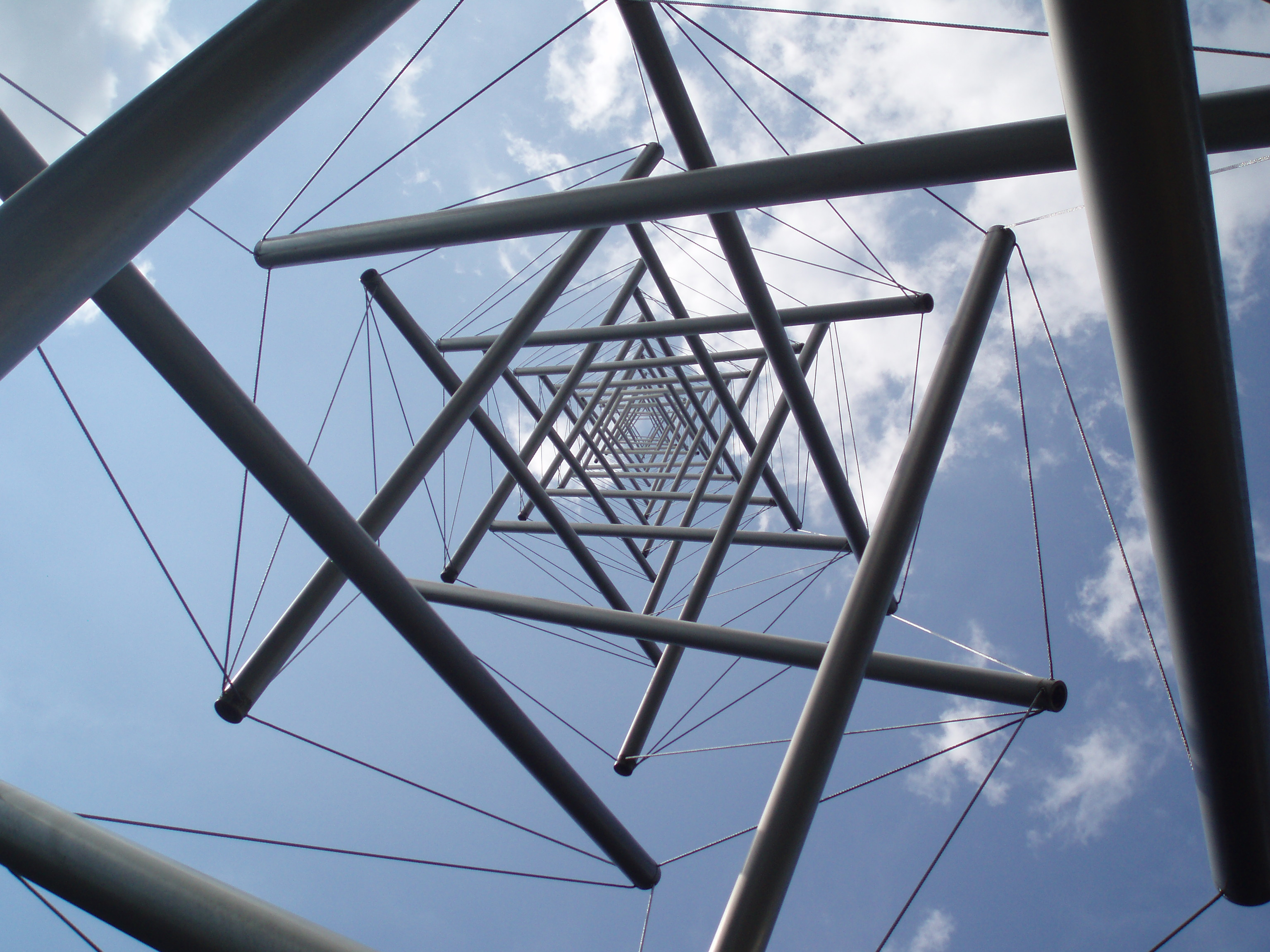
Шестикутна зірка, видима знизу Вежі-голки

Про геометричні фігури, помітні у творах Снелсона, було сказано багато. Зокрема, якщо дивитись знизу вгору, стоячи всередині Вежі-голки, можна побачити зірку Давида. За словами самого Снелсона, його твори насправді не мають якоїсь конкретної символіки, і шестикутні зірки чи хрести не є чимось незвичним для його скульптур. У Вежі-голці шестикутність є всього-лиш наслідком природної геометрії трьох поєднаних тросом трубок, які утворюють кожен окремий шар вежі. Кожен другий шар із трьох трубок має протилежний гвинтовий напрямок порівняно з попереднім, тому візуально видається, що кожні шість трубок формують шість кінцівок шестикутної зірки, якщо дивитися вгору від основи вежі.

## Консервація
У квітні 2010 року музей Гіршгорна завершив роботу з консервації скульптури. Після завершення консервації, для того, щоб знову поставити вежу вертикально, знадобилося 15 працівників музею (її ставили вручну, без використання техніки).

## Вежа-голка II
Другу Вежу-голку, Вежу-голку II (англ. Needle Tower II), було завершено 1968 року та придбано музеєм Креллер-Мюллер у 1971 році. Витвір перебуває в саду скульптур музею.